# قبة الهواء
قبة الهواء هو معلم أثري تونسي تم تشييد هذا المعلم في القرن السابع عشر في حديقة قصر الوردة بضاحية منوبة بأمر من حمودة باشا. اشتهر هذا المعلم ذي القباب الخمس بجمال نقوشه وخزفه حتى أصبح يعتبر نموذجا فريدا للمعمار التونسي وأطلق عليه التونسيون اسم قبة الهواء لارتفاعه واتساع منافذه. في بداية القرن العشرين تم تفكيك القبة ونقلها إلى باريس للمشاركة باسم تونس في المعرض العالمي الذي وقع تنظيمه هناك سنة 1900. ثم تم نقل قبة الهواء إلى حديقة البلفدير.

## مقالات ذات صلة
- قائمة المعالم الأثرية المصنفة في تونس
- المعهد الوطني للتراث
- ثقافة تونس
- تاريخ تونس